# Гранулярность
Гранулярность — характеристика параллельных вычислений, определяемая отношением собственно вычислений, выполняемых конкретной задачей (англ. task): процессом или потоком выполнения по отношению к объёму сообщений, коммуникации с параллельными ему потоками или процессами.
- при крупнозернистом параллелизме (англ. coarse grained) вычисления относительно независимы друг от друга, и обмен информацией между ними относительно редок. Вычисления распараллеливаются между отдельными процессами (параллельно выполняемыми программами) операционной системы.
- для мелкозернистого параллелизма (англ. fine grained) интенсивность вычислений примерно соответствует интенсивности обмена сообщениями. Единицей распараллеливания в этом случае обычно служат отдельные элементы выражения или итерации цикла. На таком уровне распараллеливания работает векторизующий компилятор.
- среднезернистый параллелизм (англ. medium grained) — уровень распараллеливания, компромиссный между этими двумя случаями. Единицами распараллеливания тут служат отдельные процедуры.